# Reino de Cândia (Seri Lanca)
O Reino de Cândia (em cingalês: මහනුවර රාජධානිය; romaniz.: Mahanuwara Rajadhaniya) foi uma monarquia independente no atual Seri Lanca, situada nas regiões central e oriental da ilha.
Foi fundado em finais do século XV, prolongando-se até ao início do século XIX. Inicialmente um estado cliente do Reino de Cota, Cândia foi-se gradualmente estabelecendo enquanto força independente ao longo dos agitados séculos XVI e XVII, aliando-se por diversas vezes com o Reino de Jafanapatão, com o Reino Nayak de Madurai da Índia do Sul, com o Reino de Ceitavaca e com as potências coloniais português e holandês. A partir de 1590, torna-se a única entidade política nativa independente na ilha, conseguindo através da diplomacia manter ao largo as forças coloniais europeias, particularmente as inglesas. Em 1815 o reino é integrado enquanto protetorado no Império Britânico após a assinatura da Convenção de Cândia, perdendo definitivamente a autonomia em 1817, no seguimento da Rebelião de 1817-1818.

## Reis
- Sanasamata Vicrama Bau, reinou de 1469 a 1511;
- Vijaivira Bandara ou Javira Astana, reinou de 1511 a 1552;
- Karalliyadde Bandara (1552-1582)
- Cusumasana Devi também conhecida como Dona Catarina (1581)
- Rajá Sinha I de Ceitavaca (1581-1591)
- Vimaladarmasuria I (1592-1604)
- Senarate Adahasin (1604-1635)
- Rajá Sinha II de Cândia (1635-1687)
- Vimaladarmasuria II (1687-1707)
- Seri Vira Paracrama Narendra Singa (1707-1739)
- Seri Vijaia Rajá Sinha (1739-1747)
- Quirti Seri Rajá Sinha (1747-1782)
- Seri Rajadi Rajá Sinha (1782-1798)
- Seri Vicrama Rajá Sinha (1798-1815)